# 馬汀大夫

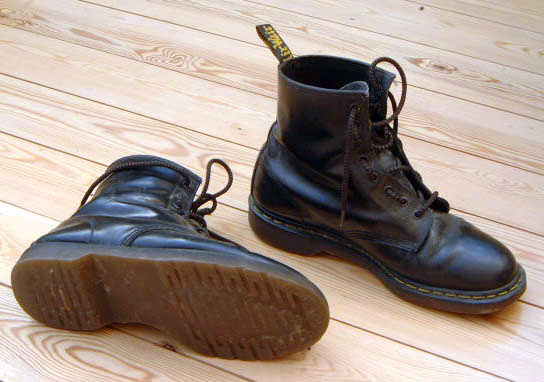
馬汀大夫經典8孔靴

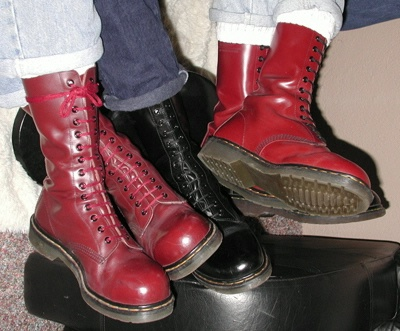
馬汀大夫櫻桃紅及黑色14孔靴

馬汀大夫（英語：Dr. Martens，或名Doc Martens，簡稱Docs、DMs）是專賣鞋子、服裝、配件的英國品牌，其中以「馬汀鞋」聞名。馬汀鞋是由德國醫生克勞斯·馬汀設計，以名為「彈跳鞋墊」的氣墊鞋底著稱。

## 歷史
克勞斯·馬汀（Klaus Märtens）是二次大戰時的納粹德軍軍醫。1945年，馬汀斯在休假滑雪時傷了他的腳踝。他發現他穿的那雙標準配備軍靴，讓他受傷的腳走起路來十分不舒適，便於休養時以柔軟的皮革、加上氣墊作改良。戰爭結束後，1947年，馬汀在慕尼黑遇到了他的大學朋友賀伯特·房克醫師。房克對馬汀斯的設計大為讚賞，同年兩人便一同至德國的希斯豪普特創業，該鞋款的舒適與牢固的鞋墊令家庭主婦印象深刻。光是四十歲以上的婦女就包辦了他們頭十年八成的業績。
在1960年代，該牌的靴子與鞋子尤其受到光頭黨、龐克文化、油漬搖滾與其他各種青年文化歡迎。其後在1980年代末曾經處於最高峰發展。不過到了1990年代中起銷售量下降，2003年時更宣佈停止在英國進行生產，並將生產線遷至中國及泰國。到了2004年起，公司恢復在英國進行生產，並以「古著」為生產線，使近年不少青年均穿用該牌的的靴子。

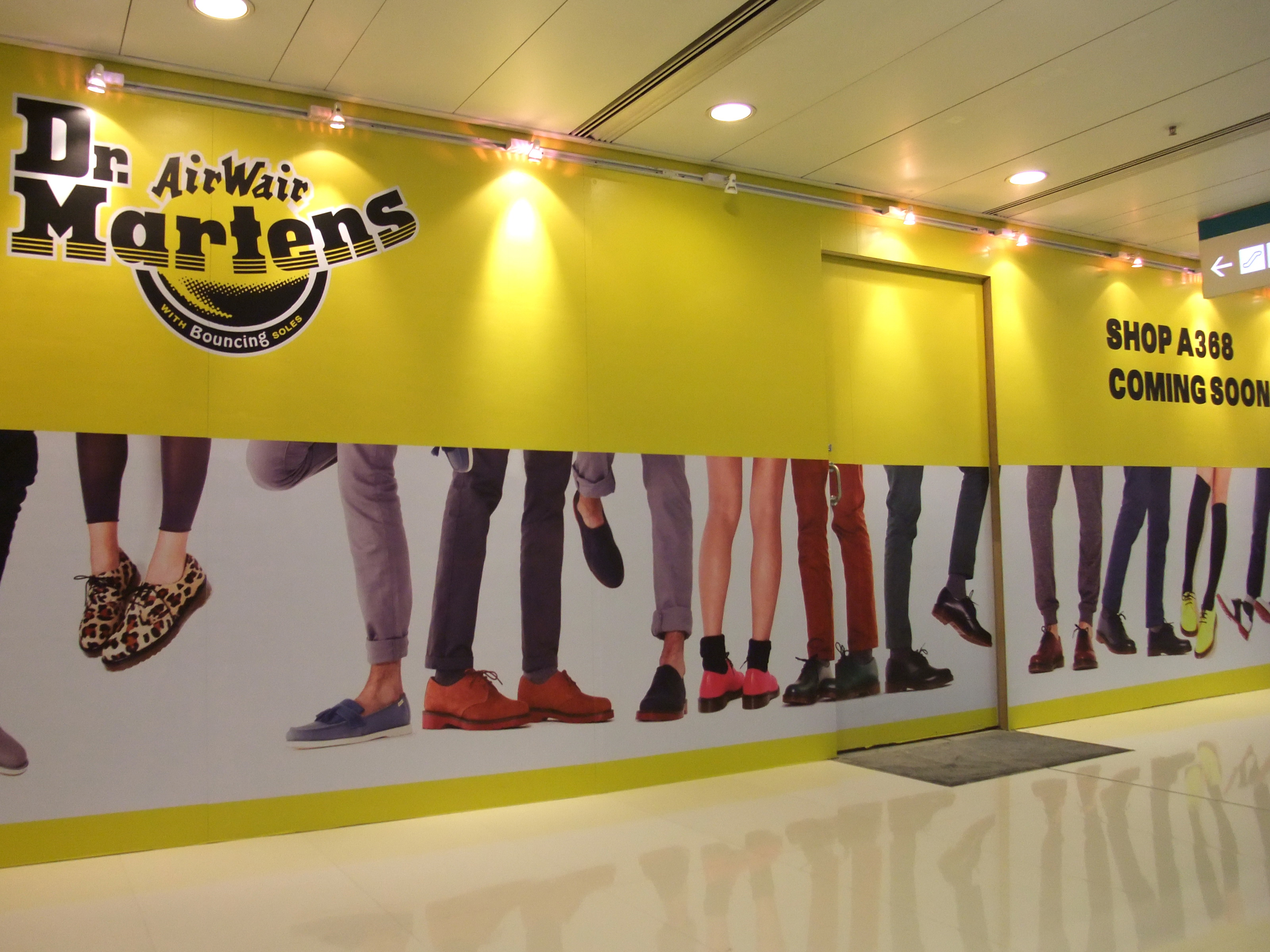
位於香港沙田新城市廣場內正在裝潢中的馬汀大夫專賣店
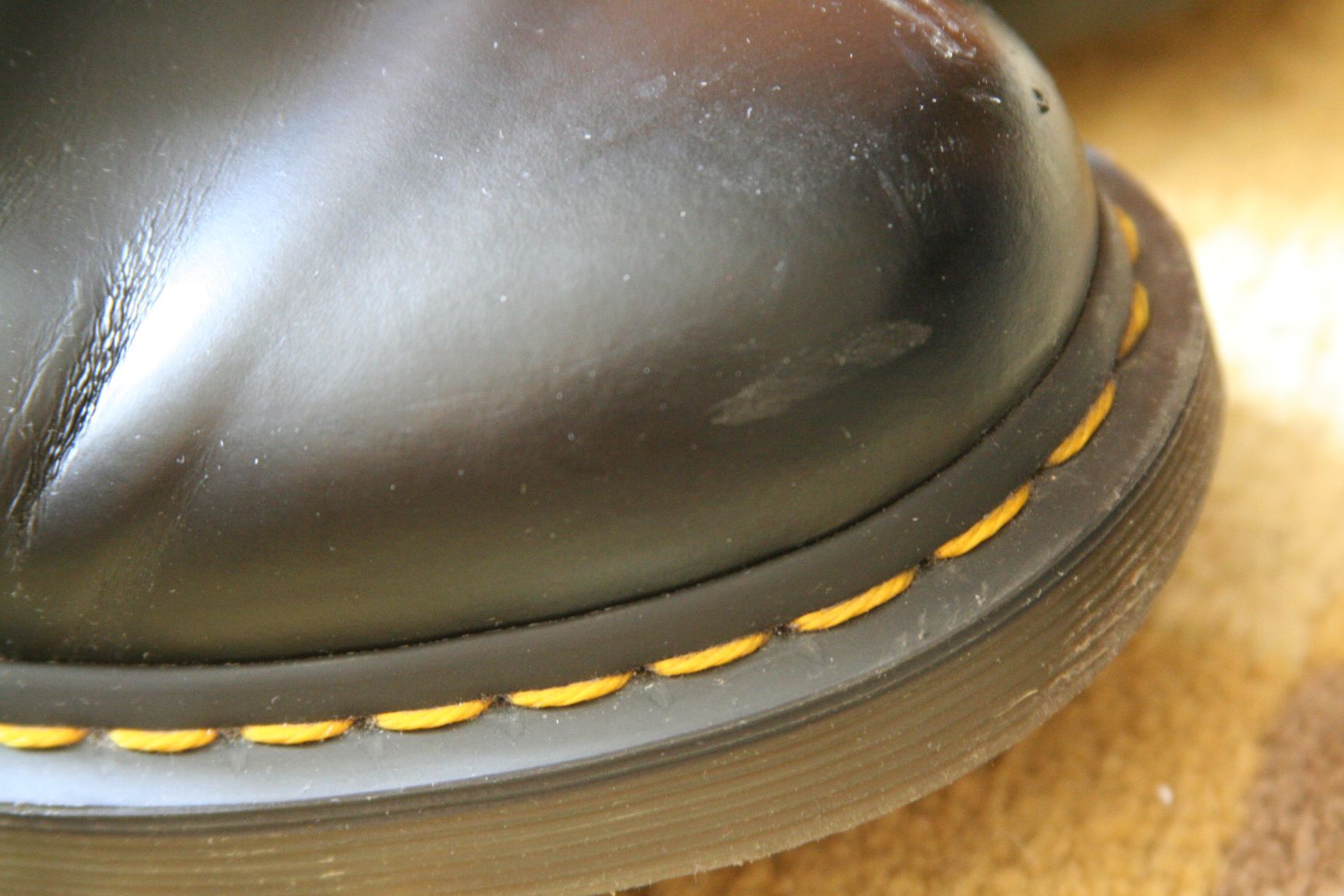
馬汀大夫鞋經典特色是鞋子側緣的黃色縫線
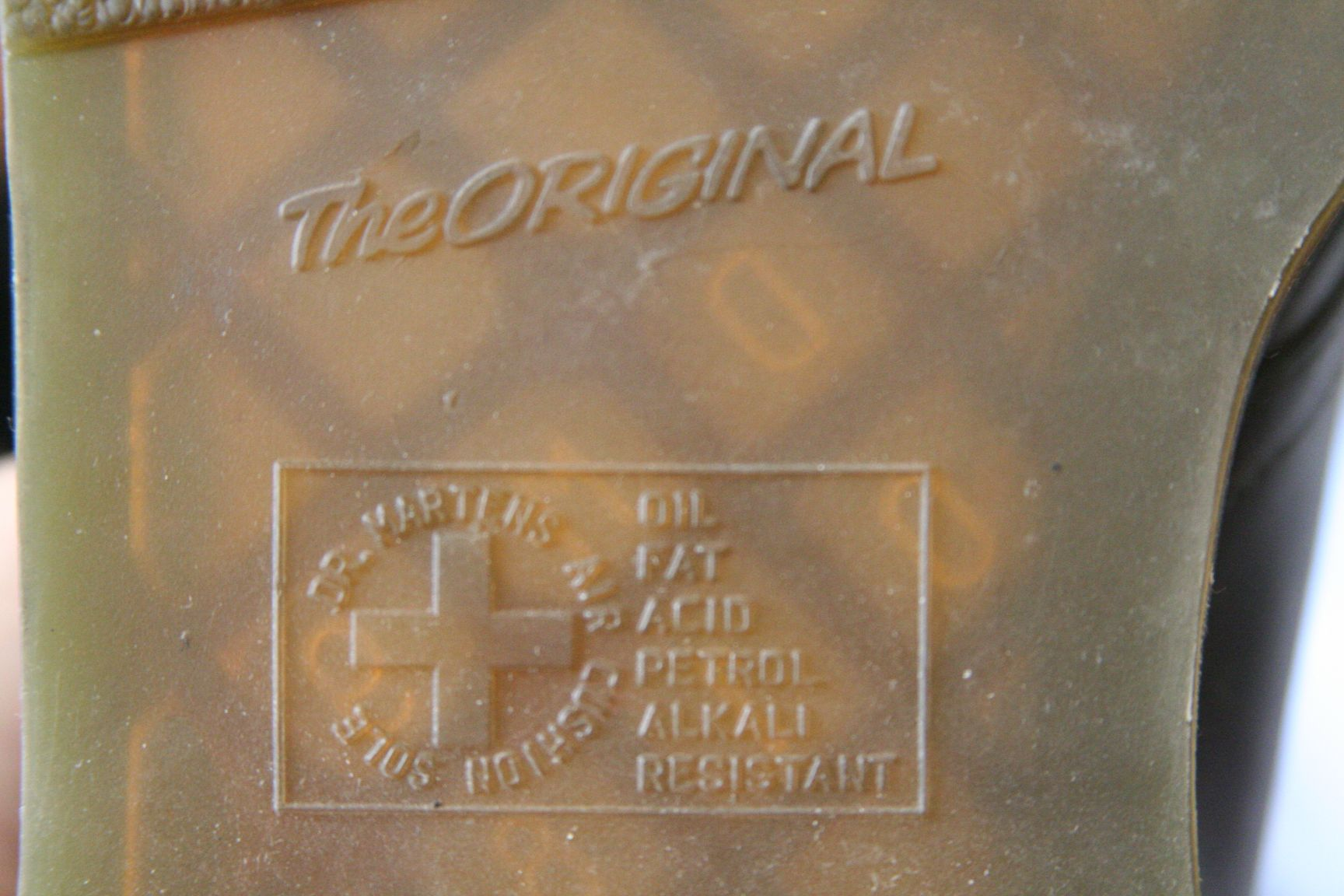
馬汀大夫鞋的底部材質具有防酸、抗鹼，及對動物油脂、礦物油和石油耐滑的特性

## 外部連結
- 馬汀大夫官方網站 （页面存档备份，存于）
- 馬汀大夫英國官網
- Dr. Martens的Instagram帳戶 （页面存档备份，存于）
- Dr. Martens的X（前Twitter）
- Dr. Martens的Facebook專頁 （页面存档备份，存于）
- Dr. Martens台灣的Facebook專頁 （页面存档备份，存于）